# Diecezja Peoria
Diecezja Peoria (łac. Dioecesis Peoriensis, ang. Diocese of Peoria) jest diecezją Kościoła rzymskokatolickiego w środkowej części stanu Illinois.

## Historia
Diecezja została kanonicznie erygowana 12 lutego 1875 roku przez papieża Leona XIII. Wyodrębniono ją z terenów ówczesnej diecezji Chicago. Pierwszym ordynariuszem został kapłan pochodzący z Kentucky (diecezja Louisville)  John Lancaster Spalding (1840-1916). 11 grudnia 1948 diecezja utraciła część terytoriów na rzecz nowo utworzonej diecezji Joliet w Illinois. Biskup diecezjalny jest jednocześnie proboszczem katedry.

## Ordynariusze
- John Lancaster Spalding (1876–1908)
- Edmund Michael Dunne (1909–1929)
- Joseph Henry Leo Schlarman (1930–1951)
- William Edward Cousins (1952–1958)
- John Baptist Franz (1959–1971)
- Edward William O’Rourke (1971–1990)
- John Myers (1990–2001)
- Daniel Jenky CSC (2002–2022)
- Louis Tylka (od 2022)